# 韓翼謩

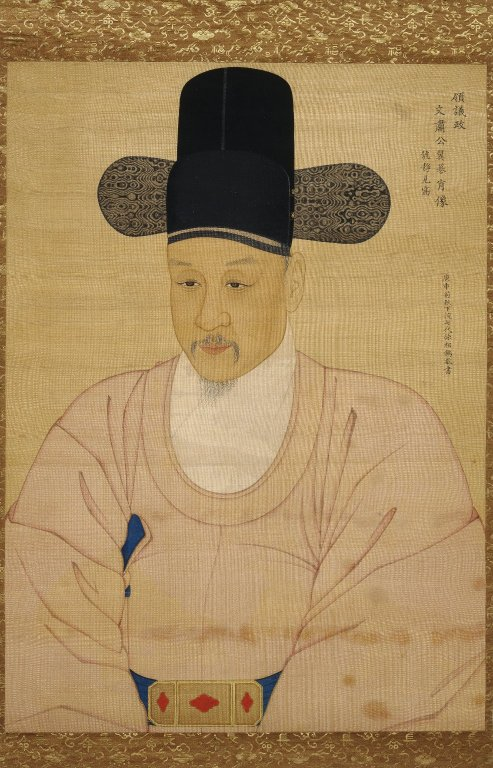
韓翼謨畫像

韓翼謩（：／，1703年—？）。字敬甫，號靜見。清州籍，朝鮮王朝後期重臣。朝鲜英祖期間任領議政，是議政府的最高負責人。卒諡文肅。